# Сейнт Джоузеф (езеро)
Езерото Сейн Джоузеф (на английски: Lake Sj. Joseph) е 14-о по големина езеро в провинция Онтарио. Площта му, заедно с островите в него е 493 км2, която му отрежда 96-о място сред езерата на Канада. Площта само на водното огледало без островите е 459 км2. Надморската височина на водата е 371 м.
Езерото се намира в западната част на провинция Онтарио. Сейнт Джоузеф има дължина от запад на изток 85 км, а максималната му ширина е 11 км. През езерото от запад на изток протича река Олбъни, вливаща се в залива Джеймс, южната част на Хъдсъновия залив. Има силно разчленената брегова линия с множество заливи, полуострови и острови (Гаринг, Грейс и др. с обща площ от 34 km2).
На североизточния бряг на езерото е разположено единственото селище по бреговете му – Оснабърг Хаус.